# سمر عامر
سمر عامر (به عربی: سمر عامر، آوانگاری: زادهٔ ۴ آوریل ۱۹۹۵) یک کشتی‌گیر آزادکار کشور مصر است. وی سابقه حضور در المپیک ۲۰۱۶ ریو و المپیک ۲۰۲۰ توکیو را دارد.
از افتخارات وی می‌توان به کسب مدال نقره مسابقات قهرمانی کشتی جهان ۲۰۲۲ و مدال برنز مسابقات قهرمانی کشتی جهان ۲۰۲۱ اشاره کرد.